# グリーン (R.E.M.のアルバム)
『グリーン』（Green）は、アメリカ合衆国のオルタナティヴ・ロック・バンド、R.E.M.が1988年に発表した6作目のスタジオ・アルバム。ワーナー・ブラザース・レコード移籍第1弾アルバムとして発表された。

## 背景
1988年2月から4月にかけて、バンドの地元ジョージア州アセンズのリハーサル・スタジオで本作のための曲作りが行われる。その後テネシー州メンフィスのアーデント・スタジオでレコーディングされ、ニューヨーク州のベアズヴィル・スタジオでミキシングが行われた。
クレジットには明記されていないが、ビル・ベリーはドラムだけでなくベースも演奏しており、また、ピーター・バックがドラムやマンドリンも演奏したり、マイク・ミルズがアコーディオンも弾いている。このことについてベリーは「僕達は全く新しい曲作りのテクニックを見つけた。どうやって演奏するか知らない楽器を引っ掴んで、適切な音が鳴るまでいじり回すんだ」と語っている。
本作のリリースに先駆けて、1988年10月には古巣のI.R.S.レコードからベスト・アルバム『エポニマス』がリリースされており、メンバーもこのアルバムの選曲に関与している。そして、アメリカ合衆国大統領選挙と同じ1988年11月8日に本作がリリースされた。

## 反響・評価
バンドの母国アメリカのBillboard 200では12位に達し、1989年1月にはRIAAによってゴールドディスクに認定され、1994年8月にはダブル・プラチナに認定された。ニュージーランドのアルバム・チャートでは2週連続で6位に達した。
Michael Azerradは『ローリング・ストーン』誌のレビューにおいて「以前の作品には見られなかった遊び心を含めて、『グリーン』はより幅広さを見せている」「R.E.M.は危うく陳腐なロックン・ロール・バンドに成り下がるところだったのかもしれないが、結果的に『グリーン』は本当に良い作品となっている」と評している。

## 25周年デラックス・エディション盤
2013年にリリースされた本作の25周年デラックス・エディション盤は、本作のリマスター盤、ボーナス・ディスク、ポスター、ポスト・カード4枚が封入されたボックス・セットとして発売された。ボーナス・ディスクには1989年11月10日のグリーンズボロ公演のライヴ音源が収録されている。

## 収録曲
全曲ともメンバー4人の共作。
1. ポップ・ソング89 - "Pop Song 89" - 3:05
2. ゲット・アップ - "Get Up" - 2:41
3. ユー・アー・ザ・エヴリシング - "You Are the Everything" - 3:44
4. スタンド - "Stand" - 3:12
5. ワールド・リーダー・プリテンド - "World Leader Pretend" - 4:19
6. ロング・チャイルド - "The Wrong Child" - 3:38
7. オレンジ・クラッシュ - "Orange Crush" - 3:51
8. ターン・ユー・インサイド・アウト - "Turn You Inside-Out" - 4:17
9. ヘアシャート - "Hairshirt" - 3:55
10. アイ・リメンバー・カリフォルニア - "I Remember California" - 5:03
11. - 3:11
  - 11曲目は隠しトラックで曲名は付いていない

### 25周年デラックス・エディション盤ボーナス・ディスク
1. スタンド - "Stand"
2. ザ・ワン・アイ・ラヴ - "The One I Love"
3. ターン・ユー・インサイド・アウト - "Turn You Inside Out"
4. ビロング - "Belong"
5. マッカーシー発掘 - "Exhuming McCarthy"
6. アナタは知恵袋 - "Good Advices"
7. オレンジ・クラッシュ - "Orange Crush"
8. クヤホガ - "Cuyahoga"
9. ディーズ・デイズ - "These Days"
10. ワールド・リーダー・プリテンド - "World Leader Pretend"
11. アイ・ビリーヴ - "I Believe"
12. ゲット・アップ - "Get Up"
13. R.E.M.人生講座 - "Life and How to Live It"
14. 世界の終わる日 - "It's the End of the World as We Know It (And I Feel Fine)"
15. ポップ・ソング89 - "Pop Song 89"
16. フォール・オン・ミー - "Fall on Me"
17. ユー・アー・ザ・エヴリシング - "You Are the Everything"
18. ビギン・ザ・ビギン - "Begin the Begin"
19. ロウ - "Low"
20. 最高級の労働歌 - "Finest Worksong"
21. パーフェクト・サークル - "Perfect Circle"

## 参加ミュージシャン
- マイケル・スタイプ - ボーカル
- ピーター・バック - ギター、マンドリン、ドラムス
- マイク・ミルズ - ベース、キーボード、アコーディオン
- ビル・ベリー - ドラムス、ベース

アディショナル・ミュージシャン
- ジェーン・スカルパントーニ - チェロ(on #5)
- バッキー・バクスター - ペダル・スティール・ギター(on #5)
- キース・ルブラン - パーカッション(on #8)